# Carlos Fuero
Carlos Fuero Unda (n. Ciudad de México, 1 de octubre de 1844-11 de enero de 1892) fue un militar y político mexicano, que combatió en la Guerra de Reforma, Segunda Intervención Francesa, la Revolución de Tuxtepec y desempeñó los cargos de Gobernador de los estados de Coahuila, Nuevo León, Durango y Chihuahua, además es conocido por haber sido el vencedor de Porfirio Díaz en la batalla de Icamole.

## Carrera militar
Carlos Fuero Unda era hijo del coronel Joaquín Fuero, veterano de la guerra contra Estados Unidos que había quedado inválido a consecuencia de las heridas recibidas en la batalla de la Angostura. Trató de ingresar al Colegio Militar pero fue rechazado por no contar con la edad estipulada, por lo que no inició su carrera hasta el 13 de enero de 1858 al ser admitido como subteniente de infantería.

### Guerra de Reforma e Intervención Francesa
La primera contienda en que participó fue en la Guerra de Reforma, siempre en el lado liberal, combatiendo a las fuerzas conservadoras y participando en numerosas acciones de guerra, entre las que figuran las denominadas como Cruz Blanca, El Jacal o Tlacolula, y en el Sitio del puerto de Veracruz en 1860. Posteriormente participó en las fuerzas que combatieron a Tomás Mejía en la Sierra Gorda, conflicto en el curso del que alcanzó los grados de teniente en 1859, capitán en 1862 y teniente coronel en 1864. Durante el periodo entre la guerra de Reforma y el inicio de la intervención francesa desempeñó mandos en la guardia nacional de San Luis Potosí.
Durante gran parte de la guerra de intervención francesa operó en el Bajío, entre los estados de Guanajuato, Querétaro y San Luis Potosí, en 1866 participó bajo las órdenes de Francisco Naranjo en la Batalla de la Carbonera, en que Porfirio Díaz derrotó a las fuerzas francesas. Formó parte de las tropas que cercaron a los imperialistas en el Sitio de Querétaro, participando en los combates de San Gregorio, Casa Blanca, San Sebastián y El Cimatario; correspondiéndole estar presente cuando el 15 de junio de 1867 el emperador Maximiliano I de México se rindió en el Cerro de las Campanas a las fuerzas republicanas de Ramón Corona.
Tras el fin de la intervención francesa fue confirmado en el grado de coronel y se dedicó a combatir las frecuentes sublevaciones militares que tuvieron lugar durante esos años contra el gobierno de Benito Juárez y bajo las órdenes de Sóstenes Rocha combatió en San Luis Potosí, Tamaulipas y Zacatecas, estado donde se había sublevado su gobernador, Trinidad García de la Cadena. En premio a dichos servicios fue ascendido a general de brigada en 1871, ya con este cargo pasó a combatir a Manuel Lozada en la sierra del hoy estado de Nayarit, hasta la derrota y fusilamiento de este caudillo; siendo entonces enviado a los estados de Coahuila y Nuevo León como jefe de la III División del ejército.

### Revolución de Tuxtepec
El 31 de diciembre de 1873 asumió la gubernatura del estado de Coahuila al ser desaparecidos los poderes de ese estado por el Senado de la República, habiéndole correspondido convocar a elecciones para poderes constitucionales y entregó el cargo a su sucesor el 7 de julio de 1874 y retornando a su cargo militar. El 16 de septiembre de 1875 asumió el cargo de Gobernador de Nuevo León por sucesos análogos a los ocurridos el año anterior en Coahuila y lo dejó el 14 de abril de 1876 para poder tomar el mando militar y salir a combatir a los sublevados en la Revolución de Tuxtepec liderados por Porfirio Díaz, le correspondió enfrentar directamente a las fuerzas de la rebelión bajo el mando de Díaz en las afueras del pequeño pueblo de Icamole, Nuevo León: tras una encarnizada lucha, los tuxtepecanos tuvieron que retirarse en medio de enormes pérdidas hacia Paredón, Coahuila. Este desastre hizo que Porfirio Díaz llorara abiertamente frente a sus hombres, y le ganó desde entonces el apodo de «El llorón de Icamole».
Continuó combatiendo a los porfiristas en el norte del país y el 20 de diciembre de 1876 mediante un decreto expedido por el mismo asumió la gubernatura del estado de Durango, a pesar de la oposición del gobernador Juan Hernández y Marín y del Congreso de Durango, que cesaron en sus cargos en consecuencia, permaneció en este cargo hasta el 1 de febrero de 1877, con anterioridad y ante de la derrota de las fuerzas leales al presidente Sebastián Lerdo de Tejada en la batalla de Tecoac que tuvo consecuencia que este saliera del país, resolvió reconocer como presidente a José María Iglesias, pero ante la derrota también de éste y su exilio, finalmente reconoció la victoria de Díaz y entregó sus fuerzas a los militares designados por éste.
Tras la derrota lerdista quedó en situación de disponibilidad y en 1879 fue señalado como cómplice de la rebelión lerdista liderada por Mariano Escobedo y fue aprehendido en Veracruz por el gobernador de este estado, Luis Mier y Terán, estando a punto de ser fusilado siguiendo las célebres órdenes de Díaz de «mátalos en caliente», sin embargo fue enviado a la Ciudad de México donde Porfirio Díaz ordenó que fuera puesto en libertad y lo rehabilitó en todos sus cargos, iniciando de esta manera su carrera bajo el régimen porfirista.

### Porfirismo
El 19 de septiembre de 1880 fue nombrado como Jefe de armas de los estado de Chihuahua y Durango y el 16 de septiembre de 1881 asumió la jefatura de la Segunda Zona militar, de nueva creación y que abarcaba todo el estado de Chihuahua, teniendo su sede en la capital del mismo, durante los primeros años se dedicó principalmente a combatir las tribus apaches que aún permanecían irreductibles en su rebeldía, saliendo personalmente a combatirlas, siendo a consecuencia de esta última ofensiva que muchos de estos indígenas decidieron retornar a las reservas de los Estados Unidos. Sin embargo, antes de esto, infringieron una seria derrota a las fuerzas mexicanas en noviembre de 1882 en el punto llamado Puerto del Chocolate, municipio de Galeana, donde murió el comandante Juan Mata Ortiz junto a 29 vecinos de Casas Grandes y Galeana que combatían junto a él; por esta derrota fue gravemente reprendido por la Secretaría de Guerra y Marina, debido a lo cual abandonó intempestivamente su cargo y se trasladó a México a defender su posición, siendo absuelto de los cargos retornó a Chihuahua, pero no volvió a asumir la jefatura de armas.
Permaneció dedicado a actividades privadas, hasta que el 9 de diciembre de 1884 fue nombrado por el Congreso de Chihuahua como gobernador del estado con carácter de interino ante la solicitud de licencia del propietario, el general Carlos Pacheco Villalobos que retornaría a México a reasumir su cargo de Secretario de Fomento. Durante su gestión estableció la Procuraduría General de Justicia, reorganizó las gendarmerías municipales y la educación primaria en el estado, pretendió solicitar licencia al cargo de gobernador interino el 28 de julio de 1885, pero diputados pertenecientes al grupo político del general Luis Terrazas, opositor al gobierno, protestaron ante el hecho de que hubiera dos gobernadores con licencia (Pacheco y Fuero) y en consecuencia prefirió renunciar definitivamente al cargo; y pasó a ocupar la jefetura de la Quinta Zona Militar con sede en la ciudad de San Luis Potosí, fue elegido en dos ocasiones senador por San Luis Potosí pero nunca ocupó dichos cargos por permanecer al frente de sus cargos militares, siendo jefe de la Quinta Zona Militar hasta su muerte, ocurrida en la Ciudad de México el 11 de enero de 1892.